# Sygrus rehni
Sygrus rehni är en insektsart som beskrevs av Vitaly Michailovitsh Dirsh 1956. Sygrus rehni ingår i släktet Sygrus och familjen gräshoppor. Inga underarter finns listade i Catalogue of Life.